# Santuario de Zeus y Atenea en Cinto
El Santuario de Cinto a Zeus y Atenea, o Cintión, era un antiguo santuario dedicado a Zeus y Atenea en la cima del monte Cinto, en la isla de Delos (Grecia). Sus ruinas forman parte del yacimiento arqueolýgico de Delos, declarado Patrimonio de la Humanidad por la Unesco.

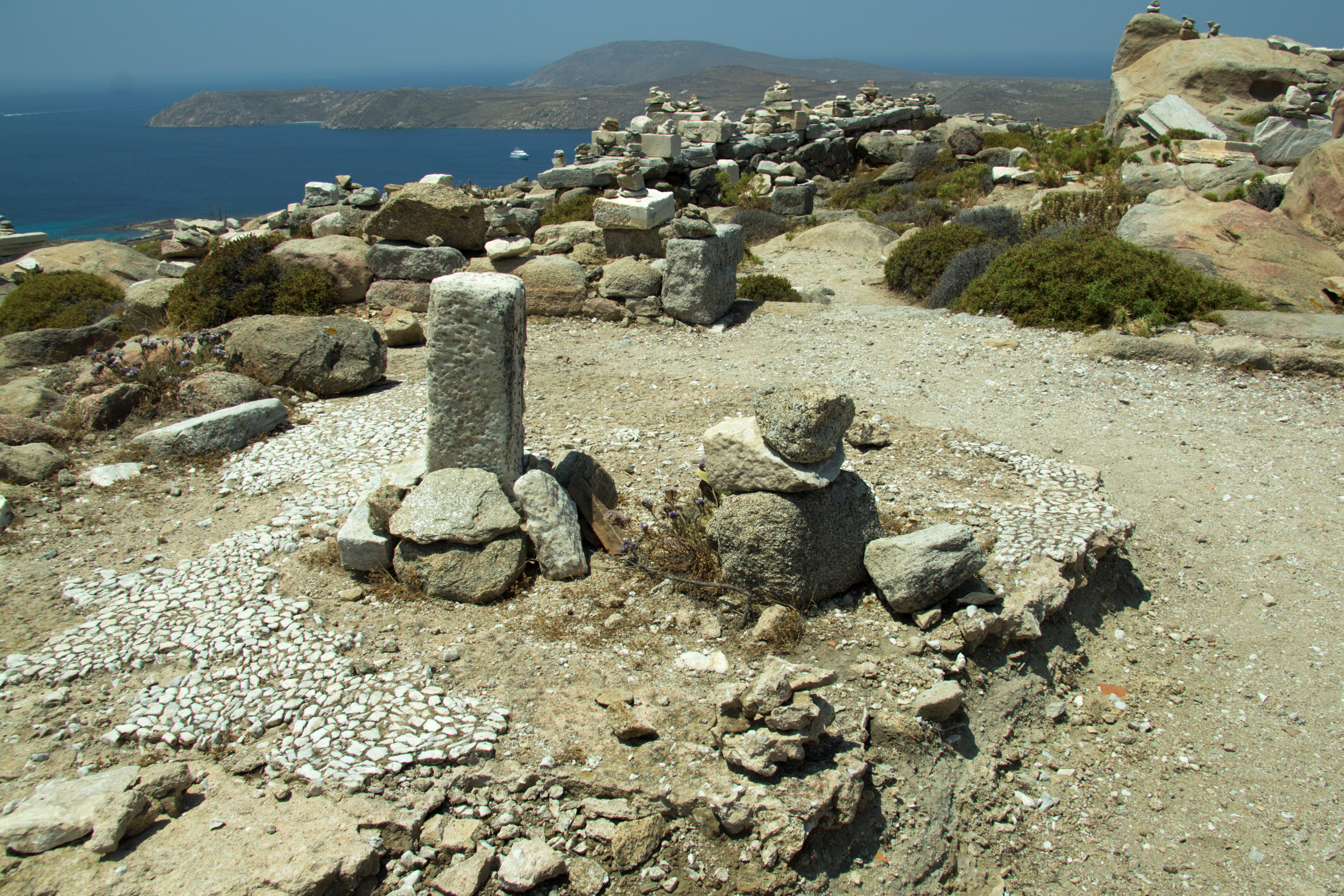
Ruinas del Cintión.

El santuario se construyó originalmente en la época arcaica en el 600 a. C. Las ruinas actuales datan del periodo helenístico, principalmente de c. 200 a. C. Estaba situado en la cima de una montaña, que fue nivelada para su construcción. Constaba de dos edificios, uno dedicado a Zeus y otro a Atenea. Delante de cada uno de ellos había dos columnas jónicas. En su interior había esculturas, huecos para exvotos y mosaicos. Sólo se conservan los cimientos de los edificios.
En la Edad del Bronce, a finales de los años 2000 a. C., el emplazamiento del santuario estaba ocupado por un asentamiento, el más antiguo conocido en la isla. Se han encontrado restos de viviendas de esa época debajo de sus ruinas así como diversos artefactos arqueológicos.